# 瑞耶
瑞耶（法語：Juillé，法語發音：[ʒɥije]）是法国萨尔特省的一个市镇，属于马梅尔斯区。

## 地理
瑞耶（48°14'43"N, 0°7'19"E）面积5.72 平方千米，位于法国卢瓦尔河地区大区萨尔特省，该省份为法国西北部内陆省份，北起顺时针与奥恩省、厄尔-卢瓦省、卢瓦-谢尔省、安德尔-卢瓦尔省、曼恩-卢瓦尔省和马耶讷省接壤，是法国大西部的入口，连接卢瓦尔河谷、布列塔尼和巴黎盆地。
与瑞耶接壤的市镇（或旧市镇、城区）包括：皮亚塞、维万、萨尔特河畔博蒙。

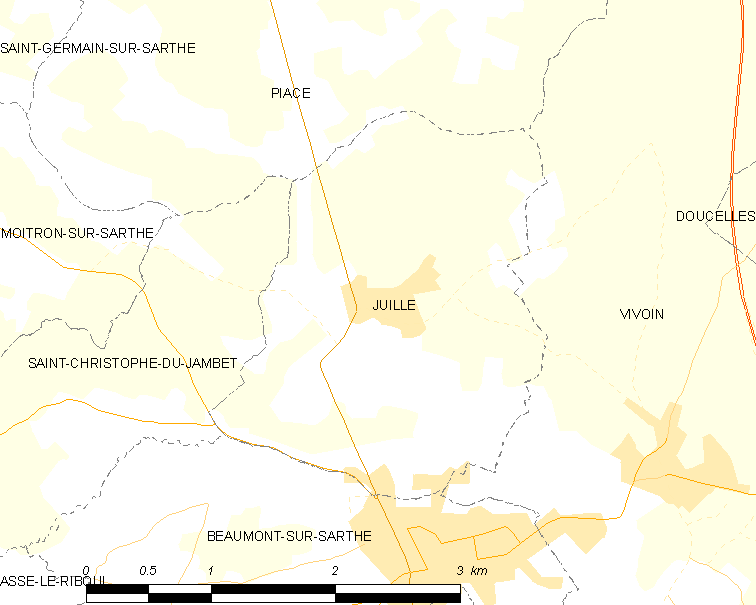
瑞耶的OSM定位图

瑞耶的时区为UTC+01:00、UTC+02:00（夏令时）。

## 行政
瑞耶的邮政编码为72170，INSEE市镇编码为72152。

## 政治
瑞耶所属的省级选区为锡耶勒纪尧姆县。

## 人口

1962-2008年间瑞耶人口变化图示

瑞耶于2022年1月1日时的人口数量为412人。